# 張秀英
張 秀英（チャン・スヨン、1952年9月17日 - ）は、韓国の囲碁棋士。京畿道仁川市(現･仁川広域市)出身、韓国棋院所属、九段。石種杯プロシニア棋戦優勝の他、最高位戦他棋戦準優勝10回で1980年代には挑戦五強と呼ばれた一人。

## 経歴
1971年に入段。1977年六段時に、最高位戦でタイトル初挑戦、曺薫鉉に1-3で敗れる。1982年は王位戦挑戦者、1983年帝王戦準優勝。1992年九段昇段。2004年にプロシニア棋戦で、決勝三番勝負で金日煥を2-1で破り棋戦初優勝。
韓国囲碁リーグでは、2007年からワルドメルデ−アング監督。

### タイトル歴
- 石種杯プロシニア棋戦 2004年

### その他の棋歴
国内棋戦
- 最高位戦 挑戦者 1977、82、86年
- 王位戦 挑戦者 1982年
- 帝王戦 準優勝 1983年
- バッカス杯戦 準優勝 1988年
- 覇王戦 挑戦者 1990年
- 東洋証券杯戦 準優勝 1990年
- SBS杯連勝囲碁最強戦 準優勝 1993年
- ジャックフィールド杯プロシニア棋戦 準優勝 2005年

国際棋戦
- IBM早碁オープン戦 1990年出場（×今村俊也）
- LG杯世界棋王戦 1996年出場（×趙治勲）
- 東洋証券杯世界選手権戦 1997年出場（×曹大元）
- 三星火災杯世界オープン戦 1998年出場（×李聖宰）
- 真露杯SBS世界囲碁最強戦 1992年 0-1（×曹大元）
- ロッテ杯中韓囲碁対抗戦 1994年 0-2（×劉小光、×劉菁）